# Opius padidalis
Opius padidalis är en stekelart som beskrevs av Fischer 1989. Opius padidalis ingår i släktet Opius och familjen bracksteklar. Inga underarter finns listade i Catalogue of Life.